# Roman Four Promontory
Die Roman Four Promontory (englisch für Römisch-Vier-Landspitze, in Argentinien Promontorio Cuarto Romano, in Chile Punta Cuatro Romano) ist eine bis zu 830 m hohe Landspitze an der Fallières-Küste des Grahamlands auf der Antarktischen Halbinsel. Sie markiert die nördliche Begrenzung der Einfahrt zum Neny-Fjord.
Eine erste Kartierung nahmen Teilnehmer der  British Graham Land Expedition (1934–1937) unter der Leitung des australischen Polarforschers John Rymill vor. Benannt wurde sie durch Teilnehmer der United States Antarctic Service Expedition (1939–1941). Namensgebend war die Anordnung schneegefüllter Felsspalten am Rand der Landspitze in Form einer römischen Vier (IV).